# Concours international de violon Fritz-Kreisler
Le Concours international de violon Fritz-Kreisler (Internationaler Fritz Kreisler Wettbewerb) est une compétition de violon dédiée à la mémoire du violoniste et compositeur Fritz Kreisler.
Fondé en 1979, il se déroule tous les quatre ans au Konzerthaus de Vienne, Autriche, à la fin du mois de septembre. Il est proposé aux violonistes ayant moins de 30 ans.

## Répertoire demandé

### Éliminatoires
- J.S. Bach : les deux premiers mouvements d'une des sonates pour violon seul, les quatre premiers mouvements d'une des Partita, ou la Ciaccona (de la seconde Partita)
- Un Caprice de Paganini, Wieniawski, ou Ernst
- F. Kreisler : Recitative et Scherzo Caprice.

### Demi-finale
Au choix ː
- G. Tartini : Sonate le Trille du Diable avec la Cadence de Kreisler,
- F. Kreisler : Präeludium and Allegro,
- F. Kreisler : Variations sur un thème de Corelli.

puis ː
- Une composition pour violon et piano de l'"école Viennoise" du XVIIIe au XXe siècle (Classique viennois, Brahms, R. Strauss, Schönberg, Webern, Krenek etc.)
- Une composition moderne du XXe siècle (violon/piano ou violon seul)
- Une composition virtuose au choix (violon/piano ou violin solo)
- Une des compositions ou arrangements de Fritz Kreisler (par ex. Caprice Viennois, Tambourin Chinois, Liebesleid, Liebesfreud, Danse espagnole, Syncopation etc.)

### Finale
Un  concerto pour violon du XIXe ou XXe siècle (le plus ancien accepté étant celui de Beethoven) avec une cadence de Kreisler si possible.
La plupart de ces pièces doivent être exécutées par cœur.

## Lauréats
- 1979 : 1er prix : Dimitri Sitkovetsky
- 1996 : 1er prix : Daishiu Kashimoto; 2e prix : Giovanni Angeleri
- 2000 : 1er prix : Sergej Krylov; 2e prix : Sergueï Khatchatrian
- 2005 : 1er prix : Fanny Clamagirand; 2e prix : Leticia Muñoz Moreno
- 2010 : 1er prix : Nikita Borisoglebsky; 2e prix : Ekaterina Frolova